# 안상수 (창원 출신 정치인)
안상수(安商守, 1946년 2월 9일~)는 대한민국의 법조인, 정치인이다. 검사로 근무하다가 제15·16·17·18대 국회의원과 민선 6기 창원시장을 역임하였다.

## 생애
안상수는 1946년 2월 9일에 경상남도 창원군 내서면에서 기와 공장을 하던 사업가의 아들로 태어났다. 그러나 1953년 휴전 협정 이후 아버지가 전염병으로 사망하면서 공장은 사기꾼들에게 넘어가게 되고 어려운 유년생활을 보냈다. 1964년에 마산고등학교를 졸업하고 이듬해 서울대학교 법대에 입학하였다. 한때 풍한방직에서 노동자로 근무하기도 했다.
1973년에 서울대학교 법대를 졸업한 뒤 다음해 사법시험에 합격, 사법연수원 7기로 수료 후 검사로 임용되었다. 검사에 임용되었으나 학생 운동 전과와 노동 운동 연루 경력으로 발령을 받지 못하다가 전주지검에 발령을 받아 그곳에서 검사생활을 시작했다. 이후 대구지검, 서울지검, 춘천지검 검사를 거쳐 다시 서울지검에 발령받았다. 서울지검에 재직하던 1987년에 박종철 고문치사 사건의 진상규명 수사를 맡아 당시 치안감의 은폐음모를 언론에 공개한 뒤 사표를 제출하고 노동자 법률상담에 종사했다. 경찰 고문으로 숨진 박종철의 부검 현장에 입회하여 경찰이 은폐하려던 고문치사를 밝혀내는 데 기여한 강직한 검사라는 명성을 얻었다. 이 사건을 계기로 안상수는 1987년 42세에 검사직을 사임하고 변호사로 개업하였다.
제5공화국 당시 당직변호사 제도를 제안하여 신설하는데 기여하였으며, 당직 변호사 제도로 무려 3,000여명을 무료 면담하여 한나라당 사이에서는 '인권의 파수꾼'이라고 불리기도 한다. 대한변호사협회의 대변인을 지내기도 했다.
검사직 사퇴 직후, 경향닷컴 객원논설위원회 위원, 변호사회 회원, 서울지방변호사회 인권위원회 위원장, 환경운동연합 지도위원회 위원 등으로 활동했고, 1989년 서경석 등과 경실련 출범에고 참여하였다. 1995년 10월에 안상수는 새정치국민회의에 입당하여 당시 새로 신설된 서울 송파구 병에 출마할 예정이었다. 하지만 출마가 여의치 않자 안상수는 입당 여부를 저울질하다가, 그해 12월 말 최종적으로 입당을 취소했다.
이후 안상수는 1996년에 김영삼에게 발탁되어 신한국당에 입당하고 과천시·의왕시에 출마하여 당선되었으며 4선을 연임하였다. 2007년에 한나라당의 원내대표를 지냈고, 2009년 5월 국회운영위원회 위원장에 선출된 뒤 한나라당 원내대표에 재선되었다.
2010년 7월에 한나라당 대표에 선출되었으나 4·27 재보궐선거 참패로 대표직을 사임하였다. 이듬해 실시된 제19대 총선에서 공천심사가 보류되자 그는 총선 불출마를 선언하였다. 하지만 2014년 6월 4일 실시된 제6회 지방 선거에 출마하여 창원시장에 당선되며 재기에 성공하였으나 2018년 6월 13일 실시된 제7회 지방선거에서 경상남도 정무부지사 출신의 조진래 前 국회의원을 자유한국당 후보로 공천한 것에 반발하여 탈당해 무소속으로 출마하였으나 더불어민주당 허성무, 자유한국당 조진래 후보에 밀려 낙선하였다.

## 논란
- 2008년 3월 11일에 국회에서 열린 한나라당 주요당직자회의에서 김대중, 노무현 정부를 '좌파 정권'으로 규정짓고 사회 전반에 걸친 인적/제도적 청산 의지를 천명. 실질적으로 지난 정권에서 임명된 정부기관과 산하단체 인사들의 일괄 사퇴를 요구하였다.
- 2009년 5월 27일에 한나라당 신임 원내대표직에 있을 때 “(고 노무현 전 대통령의) 국민장을 정치적으로 이용하는 세력이 있어 소요사태가 일어날지 걱정”이라고 말해 야당의 거센 반발을 일으켰다.[8]
- 2009년 7월 24일에 야당의 미디어법 장외투쟁과 관련 “등원거부, 거리투쟁과 농성, 국회법 무시, 폭력행사, 반대를 위한 반대, 이명박 정부 발목잡기에 전력을 쏟고 있는 게 제1 야당의 존재 이유냐 정권 퇴진이니 반정부니 하며 흑색선전[9]으로 사회를 분열시키는 것은 국가 이미지를 실추시키고 국민에게 해독을 끼치는 것”이라고 말했다.[10]
- 2010년 3월 17일에 아동 성폭행 문제와 관련 “지난 10년간의 좌파 정권 동안에 엄청나게 편향된 교육이 이루어졌다”면서 “이런 잘못된 교육에 의해서 대한민국 정체성 자체를 부정하는 많은 세력들이 생겨나고 있고 그야말로 극악무도한 그러한 흉악범죄들, 아동성폭력 범죄들까지 생겨나고 있는 것”이라고 말했다.[11] 이에 대해 진보신당 김종철 대변인도 논평을 통해 "성폭행범 문제가 소위 좌파교육 때문이라면 우파 세력이 정권을 잡고 있던 시기에 교육을 받은 유영철(1970년생), 강호순(1969년생), 조두순(1952년생) 등이 저지른 연쇄살인, 아동 성폭행 등은 군사정권교육, 우파교육의 산물이냐"며 안상수의 발언에 대한 모순을 지적했다.[12]

## 학력
- 1958년 회원국민학교 졸업
- 1961년 마산동중학교 졸업
- 1964년 마산고등학교 졸업
- 1973년 서울대학교 법과대학 법학 학사

## 경력
- 제17회 사법시험 합격
- 춘천지방검찰청 검사
- 서울지방검찰청 검사
- 마산지방검찰청 검사
- 대구지방검찰청 검사
- 전주지방검찰청 검사
- 1996년 5월 30일~2012년 5월 29일: 제15대~제18대 국회의원(의왕시·과천시)
- 한나라당 원내부총무
- 한나라당 총재특별보좌역
- 2007년 8월 27일~2008년 5월 17일: 제4대 한나라당 원내대표
- 한나라당 공천심사위원회 위원장
- 한나라당 인권위원회 위원장
- 한나라당 대변인
- 한나라당 대표 특보단 단장
- 제17대 국회 국정조사특별위원회 위원
- 제17대 국회 정치개혁특별위원회 위원
- 제17대 국회 미래전략특별위원회 위원
- 제17대 국회 법제사법위원회 위원장
- 2009년 5월 21일~2010년 5월 3일: 제6대 한나라당 원내대표
- 제18대 국회 운영위원회 위원장
- 2010년 7월 14일~2011년 4월 28일: 제13대 한나라당 대표최고위원
- 2010년 7월 14일~2011년 4월 28일: 여의도연구소 이사장
- 2014년 7월 1일~2018년 6월 30일: 제22대 경상남도 창원시장
- 2018년 10월~:변호사안상수법률사무소 변호사
- 2021년 3월~: 국민의힘 상임고문
- 대한민국헌정회 정책연구위원회 분과위원회 국토교통위원장

## 어록
- 2010년 10월 27일 안상수는 "우리 한나라당은 젊은 대학생과의 소통이 너무나 부족하다. 한나라당을 수구꼴통 당으로 이해를 하고, 한나라당을 이야기 하면 시대에 뒤떨어진 것처럼 이렇게 생각하는 학생들이 많다"라며 한나라당의 별명에 대해서 공식적으로 언급했다.[13]
- 2010년 11월 1일 "검찰이 너무 지나치게 수사하는 것은 용납할 수 없다"며 "정치인을 너무 범죄인시 해선 안 된다"고 검찰청을 비판하였다.[14]
- 2010년 11월 2일 안상수는 "30년 이상 좌파의 세뇌교육은 우리 국민과 청소년들에게 좌파의 정치적 선동에 쉽게 빠져들게 한다""라며 개혁적 중도보수 정치세력의 필요함을 언급하였으며 어제 "또다시 노무현 정권과 같은 그런 정권이 들어선다면, 저 민주당 정권, 좌파정권이 들어선다면 결국은 우리나라가 선진국으로 진입하는데 실패하리라고 생각한다"라고 주장했다.[15]
- 2010년 11월 5일, "인터넷을 보면 한나라당을 욕하고 이명박 정부를 욕하는 게 깔려 있지 않은가"라며 "디지털 세계에서도 정면승부를 걸어서 반드시 1년 내에 이기도록 하겠다."라고 밝혀 인터넷 여론을 조작하려 하는 것 아니냐는 의혹을 받기도 했다.[16] 이후 안상수는 중앙청년위원회 임명장 수여식에서 "저쪽 세력들과 인터넷에 들어와서 치열하게 싸워야 된다"며 거듭 인터넷에서의 여론전을 지시하기도 했다.[17]
- 2010년 11월 30일, 연평도 포격사건 이후 연평도를 방문하여 불에 탄 보온병을 들고 “이게 포탄입니다, 포탄”이라는 발언을 했다는 내용의 영상이 YTN에서 보도됐다. 이 소식을 접한 국민들은 “미필자의 눈에 포탄으로 보일수도 있다"는 반응을 보였다.[18] 그러나 한나라당은 이 영상이 YTN 측에서 연출한 것이라고 주장했다. YTN 돌발영상을 보면 마치 안 대표가 보온병을 포탄으로 착각해 최초 발언한 장본인으로 보이지만, 촬영 전에 현장 안내자가 불탄 보온병을 포탄으로 착각하고 안 대표에게 “북한군 포탄”이라고 설명했다는 것이다. 한나라당은 이것을 들은 방송사 카메라기자들이 안 대표에게 “포탄이라고 말하면서 포즈를 취해 달라”고 요청해서 찍은 연출영상이라고 해명했다.[19][20] 이 주장에 대해 YTN은 이 영상의 취재 과정에서 연출 요청은 없었다고 반박했다.[21] 2010년 올해의 다물어야 할 입으로 선정되었다.[22] 이 발언은 국제적인 관심을 끌으며 중국에도 보도되었다.[23]
- 2010년 12월 9일, "적법한 국회절차를 지키고 국회의 의무를 다하는 것조차 폭력에 맞서야하는 일이 돼버린 오늘날의 국회 현실이 개탄스럽다. 폭력과 파행으로 얼룩진 부끄러운 역사를 근절하기 위해서는 국회선진화를 위한 개혁을 시작해야 한다"라고 국회의 기능을 개선할 것을 당부하였다.[24]
- 2010년 12월 22일, 안상수는 용산의 한 장애인 시설에 방문하여 여기자 3명과의 오찬에서 "요즘 룸살롱에 가면오히려 '자연산'을 더 찾는다고 하더라"라며 성형 안한 여성을 자연산에 비유하였다. 옆에 있던 안희목 비서실장도 "압구정동에 가면 다 똑같은 코, 같은 공장에서 생산해서 그렇다"라고 발언하여 파문이 일었다. 이후 한나라당은 사과 논평을 내며 진화에 나섰지만 민주당은 "책임을 지고 대표직을 사퇴해야 한다"고 비판했다.[25]

## 수상
- 1994년 9월 서울지방변호사회 공로상
- 2010년 제4회 대한민국 나눔대상 대표상

## 저서
- 《안검사의 일기》, 새로운사람들, 1998[26][27]
- 《새로운 사람들》
- 《이제야 마침표를 찍는다》, 동아일보사, 1995
- 《대한민국의 선진화》
- 《쓴소리 바른소리》
- 《나는 정권교체를 이룬 행복한 원내대표였다》
- 《한국 권력구조 어떻게 바꿀 것인가?》
- 《한나라당 대표최고위원 안상수》
- 《박종철 열사와 6월 민주화 운동_박종철 수사검사의 일기》, 광일문화사, 2011
- 《나의 꿈, 창원의 꿈》, 광일문화사, 2019
- 《안상수 자전기록》, 광일문화사

## 역대 선거 결과
|  | 33.80% |

|  | 49.12% |

|  | 48.56% |

|  | 60.40% |

|  | 56.50% |

|  | 15.33% |

## 소속 정당
| 소속 정당 | 소속 정당  | 소속 기간 | 비고                |
| --------- | ---------- | --------- | ------------------- |
|           | 신한국당   | 1996~1997 | 정계 입문           |
|           | 한나라당   | 1997~2012 | 합당                |
|           | 새누리당   | 2012~2017 | 당명 변경           |
|           | 자유한국당 | 2017~2018 | 당명 변경           |
|           | 무소속     | 2018~2020 | 탈당                |
|           | 자유한국당 | 2020      | 복당                |
|           | 미래통합당 | 2020      | 합당                |
|           | 국민의힘   | 2020~현재 | 당명 변경 정계 은퇴 |

## 같이 보기
- 과천시·의왕시
- 의왕시·과천시
- 의왕시의 국회의원
- 과천시의 국회의원
- 창원시장